# Paralepidotus
Paralepidotus is een geslacht van uitgestorven straalvinnige vissen uit het Trias. Fossielen van Paralepidotus zijn te vinden in de mariene lagen in Oostenrijk, Frankrijk, Italië, Polen, Saoedi-Arabië en de Verenigde Staten.
De typesoort Lepidotus ornatus werd in 1833/1843 benoemd door Louis Agassiz. Ernst Stolley benoemde in 1920 een apart geslacht Paralepidotus, 'nabij Lepidotus'. Mogelijke jongere synoniemen zijn Colobodus elongatus Gorjanovic-Kramberger 1905, Heterolepidotus parvulus Gorjanovic-Kramberger 1905, Lepidotus acutirostris Costa 1853, Lepidotus spinifer Bellotti 1857, Lepidotus triumplinorum de Zigno 1891 en Semionotus curtulus Costa 1853.